# Jacqueline Raoul-Duval
Pour les articles homonymes, voir Duval, Khayat et Bonan (homonymie).
Pour les autres membres de la famille, voir Famille Raoul-Duval.
Jacqueline Raoul-Duval, née Khayat-Bonan le 9 novembre 1929[réf. souhaitée] à Tunis, est une éditrice, femme de lettres et traductrice française.

## Biographie

### Jeunesse et famille
Originaire de Sfax en Tunisie, elle a plusieurs frères et sœurs. Elle s'installe à Paris en 1961. Elle divorce de son second mari, Claude Raoul-Duval, en 1969. Elle est la mère de Serge et Sophie Bramly.

### Parcours
Professeur d'histoire et de géographie, elle enseigne au lycée de garçons de Sfax.
Elle est ensuite directrice littéraire chez Belfond et Jean-Claude Lattès, et le prête-plume de plusieurs auteurs.

## Ouvrages
- Voir la Tunisie, Paris, Hachette, 1974
- Avec Jean-Claude Hagège et Daphné Thioly-Bensoussan, Soignez votre beauté, Paris, no 1, 1989, 234 p. (ISBN 2-86391-311-5)
- Avec Louis Albrand, La Médecine du désir, Paris, Le Nouvel objet, 1992, 240 p. (ISBN 2-84085-000-1)
- Le Charme discret de l'adultère, Paris, Albin Michel, 1999, 251 p. (ISBN 2-226-10905-6)
- Avec Modibo Diarra, Navigateur interplanétaire : l'extraordinaire aventure d'un enfant du Mali parti à la conquête de Mars, Paris, Albin Michel, 2000 (réimpr. 2005), 331 p. (ISBN 2-226-11115-8)
- Un amour amer, Neuilly-sur-Seine, Michel Lafon, 2002, 211 p. (ISBN 2-84098-804-6)
- Kafka, l'éternel fiancé : roman, Paris, Flammarion, 2011 (réimpr. 2014), 253 p. (ISBN 978-2-08-125525-8)  — traduit en onze langues[4].
- Nuit de noces, Lausanne, L'Âge d'homme, coll. « Rue Férou », 2015, 227 p. (ISBN 978-2-8251-4517-3, présentation en ligne)  — roman autobiographique.